# Wilhelm von Baumbach (Politiker)
Wilhelm Ernst Friedrich Julius Carl Christian von Baumbach, auch von Baumbach-Nentershausen (* 16. Januar 1790 in Nentershausen (Hessen); † 26. März 1857 ebenda) war ein deutscher Gutsbesitzer, kurhessischer Oberfinanzrat und Mitglied der kurhessischen Ständeversammlung.

## Leben

### Herkunft und Familie
Wilhelm von Baumbach kam aus dem Haus Nentershausen der zur Althessischen Ritterschaft zählenden Adelsfamilie von Baumbach, die bereits 1246 erstmals urkundlich erscheint und aus der zahlreiche Persönlichkeiten der hessischen Geschichte hervorgegangen sind.
Er war ein Sohn des Landrats und Politikers Ludwig Wilhelm von Baumbach (1755–1811) und dessen Ehefrau Christiane von Wangenheim (1764–1841) und wuchs mit seinen Geschwistern Friedrich (1788–1824, hessischer Oberforstmeister), Ernst Wilhelm (1791–1860, württembergischer Generalleutnant), Reinhard (1807–1873, hessischer Rittmeister) und Carl Ludwig (1809–1881, württembergischer Generalleutnant) auf.

### Wirken
Wilhelm trat in die Dienste des Landgrafen Friedrich von Hessen-Kassel und kam in den Rang eines Geheimen Oberfinanzrats.
Als Vertreter der Ritterschaft des Fuldastroms erhielt er ein Mandat für die konstituierende kurhessische Ständeversammlung, die nach den Unruhen 1830 zum Zweck der Beratung und Verabschiedung einer Verfassung gebildet worden ist. Sie hatte bis zur Annexion des Staates Hessen durch Preußen im Jahr 1866 Bestand.
1831, 1833 und 1836 war er als Vertreter des Landgrafen Friedrich in dem Parlament.
1848 vertrat er den Landgrafen Ernst Konstantin von Hessen-Philippsthal in dem Parlament.
Wilhelm erbte von seinem Vater ein beträchtliches Vermögen.